# Riacho Nogueira

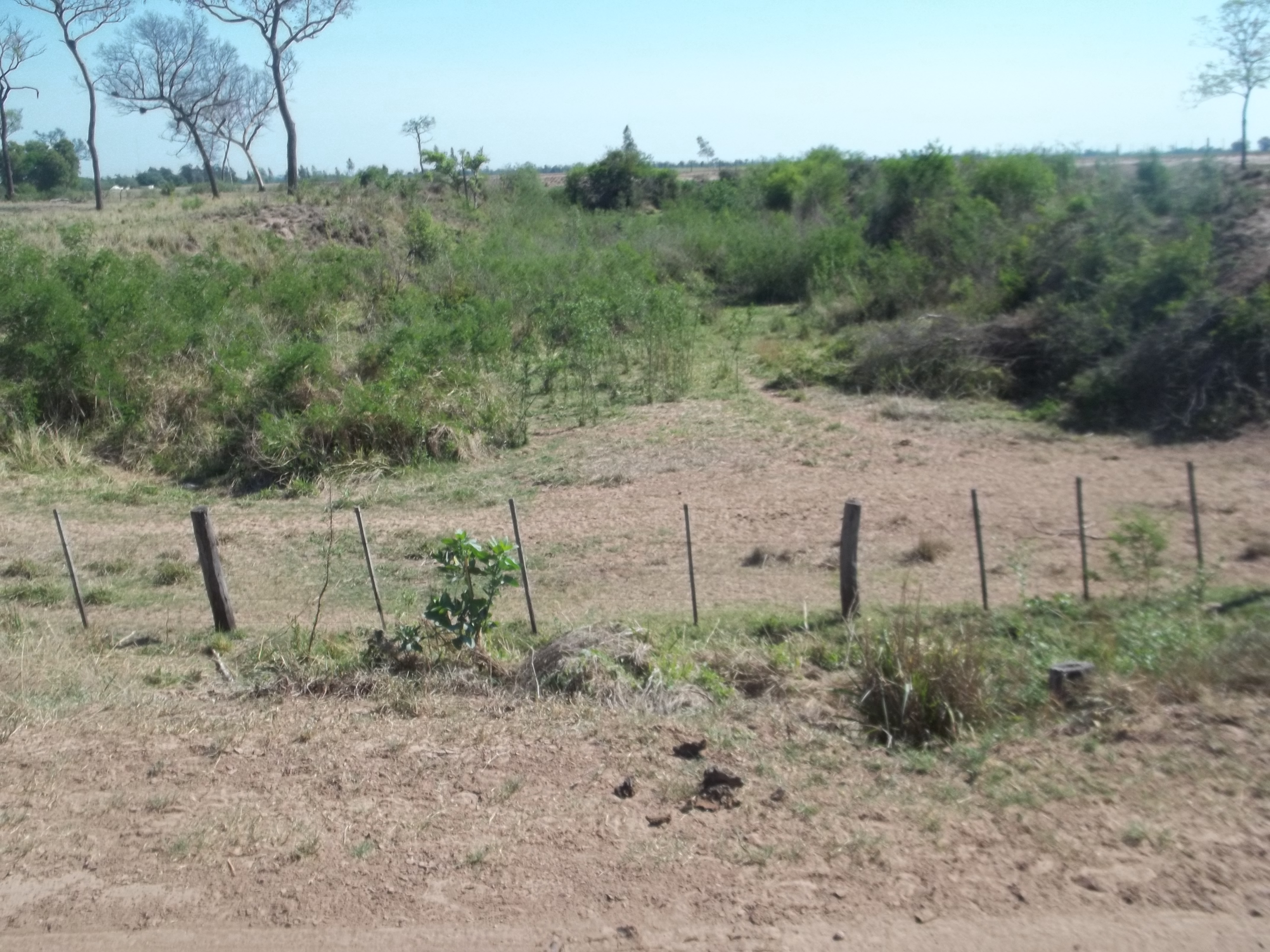
Vista del cañadón del riacho en una propiedad privada.

El riacho Nogueira es un curso de agua generalmente seco que discurre con orientación noroeste sudoeste en el sector noroccidental de la provincia del Chaco, Argentina. El desproporcionado ancho de su cauce en relación con la magra cantidad de agua que transporte en época lluviosas se debe a que en otros tiempos el mismo formó parte del sistema hidrológico del río Bermejo, único curso de agua importante en toda la región.
Tiene sus nacientes en un brazo abandonado del Bermejo conocido como Bermejito o Brazo Instituto Geográfico Militar, unos 20 kilómetros al noroeste de Juan José Castelli. Tras un tortuoso recorrido —típico de los ríos de esta llanura— desagua en los esteros del Río Negro, el cual a su vez forma el río Negro que finalmente desemboca en el río Paraná.
A menos de 1 km del riacho se asentó a fines del siglo XVI la ciudad hispana de Concepción de Buena Esperanza. Su curso de agua es objeto es diversos trabajos para el abastecimiento de la ciudad de Castelli con agua potable.
- Wikimedia Commons alberga una categoría multimedia sobre Riacho Nogueira.

- Datos: Q6107870
- Multimedia: Riacho Nogueira / Q6107870